# Аппел, Брам
Абрахам Леонардус (Брам) Аппел (нидерл. Abraham Leonardus "Bram" Appel; 30 ноября 1921, Роттердам, Южная Голландия — 31 октября 1997, Гелен, Лимбург) — нидерландский футболист и тренер.

## Биография
Брам Аппел родом из Роттердама, позже переехал в Гаагу. Выступал в любительских лигах Нидерландов в 1930-х годах. В 1942 году был вывезен в Германию на принудительные работы. В 1943 году едва выжил после бомбардировки завода, на котором Аппел работал. Выступал за берлинскую «Герту» и за неофициальную сборную Нидерландов, состоящую из пленных рабочих-голландцев.
После освобождения в 1945 году ему было запрещено выступать за команду Нидерландов. Лишь в 1948 году Брам дебютировал за национальную команду на Олимпийских играх в Лондоне, в первом же матче против сборной Великобритании забил два мяча. В 1949 году уехал во Францию, где играл за футбольный клуб «Реймс», с которым завоевал кубок Франции в 1950 году, а затем и титул чемпиона в 1953 году.
В 1953 году Аппел и Тео Тиммерманс приняли участие в благотворительном матче между сборной Франции и командой нидерландцев, выступающих за рубежом. Матч не был признан официальным, так как футбольная ассоциация Нидерландов, не одобряя профессионализм в футболе, запретила участие футболистов-профессионалов в матчах национальной команды. Тем не менее, этот матч стал одним из толчков развития профессионального футбола в Нидерландов, и в 1954 году Брам Аппел вернулся на родину, подписав контракт с командой «Фортуна», и, тем самым, став одним из первых футболистов-профессионалов в нидерландской высшей лиге.
В апреле 1957 года Брам Аппел провёл последний матч в майке сборной Нидерландов против команды ФРГ. Завершил карьеру игрока в 1960 году. С 1962 по 1967 год Брам Аппел возглавлял футбольный клуб ПСВ, с которым в сезоне 1962/63 завоевал титул чемпиона Нидерландов.
Умер 31 октября 1997 года, за месяц до своего 76-летия.

## Статистика

### Матчи Аппела за сборную Нидерландов
| Матчи Аппела за сборную Нидерландов | Матчи Аппела за сборную Нидерландов | Матчи Аппела за сборную Нидерландов | Матчи Аппела за сборную Нидерландов | Матчи Аппела за сборную Нидерландов | Матчи Аппела за сборную Нидерландов |
| ----------------------------------- | ----------------------------------- | ----------------------------------- | ----------------------------------- | ----------------------------------- | ----------------------------------- |
| №                                   | Дата                                | Соперник                            | Счёт                                | Голы Аппела                         | Соревнование                        |
| 1                                   | 31 июля 1948                        | Великобритания                      | 3:4                                 | 2                                   | Олимпийские игры 1948               |
| 2                                   | 16 октября 1955                     | Бельгия                             | 2:2                                 | 2                                   | Товарищеский матч                   |
| 3                                   | 6 ноября 1955                       | Норвегия                            | 3:0                                 | 1                                   | Товарищеский матч                   |
| 4                                   | 16 ноября 1955                      | Саар                                | 2:1                                 | —                                   | Товарищеский матч                   |
| 5                                   | 14 марта 1956                       | ФРГ                                 | 2:1                                 | —                                   | Товарищеский матч                   |
| 6                                   | 8 апреля 1956                       | Бельгия                             | 1:0                                 | —                                   | Товарищеский матч                   |
| 7                                   | 10 мая 1956                         | Ирландия                            | 1:4                                 | 1                                   | Товарищеский матч                   |
| 8                                   | 6 июня 1956                         | Саар                                | 3:2                                 | —                                   | Товарищеский матч                   |
| 9                                   | 14 октября 1956                     | Бельгия                             | 3:2                                 | 2                                   | Товарищеский матч                   |
| 10                                  | 4 ноября 1956                       | Дания                               | 2:2                                 | 2                                   | Товарищеский матч                   |
| 11                                  | 20 марта 1957                       | Люксембург                          | 4:1                                 | —                                   | Чемпионат мира 1958 (отбор)         |
| 12                                  | 3 апреля 1957                       | ФРГ                                 | 1:2                                 | —                                   | Товарищеский матч                   |

Итого: 12 матчей / 10 голов; 7 побед, 2 ничьи, 3 поражения.